# Амандри, Пьер
Пьер Амандри (фр. Pierre Amandry; 31 декабря 1912, Труа — 21 февраля 2006, Париж) — французский археолог. Доктор словесности, профессор.
В 1933 году поступил в Высшую нормальную школу в Париже, получил степень агреже в 1937 году.
С 1937 года член, в 1941-48 гг. генсек, в 1969-81 гг. директор Французской археологической школы в Афинах. Проводил раскопки на месте святилища в Дельфах, которым посвятил много статей.
В 1951-69 гг. преподавал в Страсбургском университете, профессор классической археологии.
Член Академии надписей и изящной словесности (1972). Членкор Британской академии (1978). Член Королевской академии наук и изящных искусств Бельгии.
Офицер ордена Почетного легиона. Кавалер ордена Академических пальм.